# Дзевановский, Вячеслав Андреевич
Вячеслав Андреевич Дзевановский (пол. Wacław Dziewanowski; 20 сентября 1870, Ольховец, Киевская губерния — август 1944, Варшава) — русский, затем — польский генерал, участник русско-японской и Первой мировой войн, участник белого движения из шляхетского рода герба Ястржембец.

## Биография
Вячеслав Андреевич Дзевановский родился 20 сентября 1870 г. в д. Ольховец под Киевом в семье потомственных польских дворян, хотя ветвь, которой принадлежал В. А. Дзевановский приняла православие. Родной брат В. А. Дзевановского, Антон Андреевич Дзевановский, был санитарным врачом в Симферополе, другом Д. И. Ульянова-Ленина.
В 1893 г. окончил 1-е Киевское пехотное юнкерское училище, после чего был произведён в подпоручики и определён в 14-ю артиллерийскую бригаду. В 1899 г. окончил Николаевскую академию Генерального штаба с чином штабс-капитана. По окончании академии переведен в Варшавский военный округ, где служил в 4-й пехотной дивизии. В 1900 г. назначен старшим адъютантом 18-й пехотной дивизии с переводом в Генеральный штаб. В следующем году был назначен помощником старшего адъютанта Варшавского военного округа. В 1901 г. получил чин капитана. В ходе русско-японской войны в 1905 г., в чине подполковника, был назначен заведующим передвижением войск в Забайкальском районе.
Произведен в полковники в 1908 г. В 1915 г. был командующим 1-го Лейб-гренадерского Екатеринославского полка. 6 декабря 1915 года получил чин генерал-майора с назначением начальником военных сообщений Одесского военного округа. В следующем году был назначен начальником военных сообщений Северного и Юго-Западного фронтов. Участвовал во многих боях Первой мировой.
С 1920 г. — в эмиграции в Болгарии. В 1921 г. принят в Войско Польское бригадным генералом. С 1922 по 1925 гг. занимал пост заместителя командующего пятым округом в Кракове. В 1930 г. вышел в отставку. Погиб в августе 1944 г. вместе с сыном Николаем во время Варшавского восстания.

### Семья
Жена: Мария Степановна Мулевич, дочь надворного советника.
Сын: Николай (1 февраля 1897, Одесса — август 1944, Варшава). Жена: Татьяна Балуца. В эмиграции с 1920 г. Закончил медицинский факультет Карлова университета в Праге.

## Награды
- Серебряная медаль в память царствования императора Александра III
- Орден Святого Станислава 3-й степени
- Орден Святого Владимира 4-й степени
- Орден Святого Станислава 2-й степени
- Орден Святой Анны 2-й степени
- Орден Святого Владимира 3-й степени
- Мечи к ордену Святого Владимира 3-й степени
- Орден князя Даниила I Черногорского 3 степени
- Орден Румынской звезды командорской степени
- Орден Восходящего Солнца 3 степени (Япония)